# Peperomia septemnervis
Peperomia septemnervis är en pepparväxtart som beskrevs av Ruiz & Pav.. Peperomia septemnervis ingår i släktet peperomior, och familjen pepparväxter. Inga underarter finns listade i Catalogue of Life.